# 星空のライヴ 〜The Best of Acoustic Ballade〜
『星空のライヴ 〜The Best of Acoustic Ballade〜』（ほしぞらのライヴ ザ・ベスト・オブ・アコースティック・バラード）は、MISIAの1枚目のライブ・アルバムである。

## 概要
2003年夏に全国10都市11公演にて行なわれた『星空のライヴII』のライブ音源が収録されたライブ・アルバム。
初回限定盤のみスリーブケース仕様。
翌2004年7月7日に宜野湾海浜公園野外劇場（沖縄）公演の模様が収録されたライブDVD『星空のライヴII 〜Acoustic Live in Okinawa〜』が発売された。本作には収録されていない曲も映像化されている。

## 収録曲
1. 眠れぬ夜は君のせい (6:57)
10thシングル
2. Escape (6:09)
6thシングル
3. あの夏のままで (6:08)
アルバム『MARVELOUS』収録曲
4. めくばせのブルース (4:36)
11thシングルのカップリング曲
5. The Best Of Time (5:39)
MISIA, Calyn, TIGER名義でRhythmedia Tribeのコンピレーションアルバム『SLOW♥JAM 〜Sweet Ballade Collection〜』収録曲
6. It's just love (6:45)
アルバム『LOVE IS THE MESSAGE』収録曲
7. Everything (6:46)
7thシングル
8. キスして抱きしめて (6:30)
アルバム『Mother Father Brother Sister』収録曲
9. つつみ込むように… (6:31)
1stシングル
10. 心ひとつ (5:04)
12thシングル
11. 時をとめて (5:16)
アルバム『MARVELOUS』収録曲
12. 飛び方を忘れた小さな鳥 (4:29)
アルバム『KISS IN THE SKY』収録曲
13. 星の降る丘 (5:52)
アルバム『Mother Father Brother Sister』収録曲